# Les Fresholtz
Lester Henry "Les" Fresholtz est un ingénieur du son américain né le 21 décembre 1931 à Los Angeles (Californie) et mort en mars 2021.

## Filmographie (sélection)
- 1969 : Les Naufragés de l'espace (Marooned) de John Sturges
- 1972 : On s'fait la valise, Doc ? (What's Up, Doc?) de Peter Bogdanovich
- 1973 : La Barbe à papa (Paper Moon) de Peter Bogdanovich
- 1974 : Le shérif est en prison (Blazing Saddles) de Mel Brooks
- 1975 : La Toile d'araignée (The Drowning Pool) de Stuart Rosenberg
- 1975 : La Chevauchée sauvage (Bite the Bullet) de Richard Brooks
- 1976 : L'inspecteur ne renonce jamais (The Enforcer) de James Fargo
- 1976 : C'est arrivé entre midi et trois heures (From Noon till Three) de Frank D. Gilroy
- 1976 : Le Dernier des géants (The Shootist) de Don Siegel
- 1976 : Les Hommes du président (All the President's Men) d'Alan J. Pakula
- 1977 : L'Épreuve de force (The Gauntlet) de Clint Eastwood
- 1977 : Bobby Deerfield de Sydney Pollack
- 1977 : Star Wars, épisode IV : Un nouvel espoir (Star Wars Episode IV: A New Hope) de George Lucas
- 1978 : Capricorn One de Peter Hyams
- 1979 : Le Cavalier électrique (The Electric Horseman) de Sydney Pollack
- 1979 : C'était demain (Time After Time) de Nicholas Meyer
- 1979 : Le Syndrome chinois (The China Syndrome) de James Bridges
- 1980 : Au-delà du réel (Altered States) de Ken Russell
- 1981 : Absence de malice (Absence of Malice) de Sydney Pollack
- 1982 : Tootsie de Sydney Pollack
- 1982 : Firefox, l'arme absolue (Firefox) de Clint Eastwood
- 1983 : Le Retour de l'inspecteur Harry (Sudden Impact) de Clint Eastwood
- 1984 : Haut les flingues ! (City Heat) de Richard Benjamin
- 1984 : Body Double de Brian De Palma
- 1984 : La Corde raide (Tightrope) de Richard Tuggle
- 1984 : SOS Fantômes (Ghostbusters) d'Ivan Reitman
- 1985 : Pale Rider, le cavalier solitaire (Pale Rider) de Clint Eastwood
- 1985 : Ladyhawke, la femme de la nuit (Ladyhawke) de Richard Donner
- 1986 : Le Maître de guerre (Heartbreak Ridge) de Clint Eastwood
- 1987 : L'Arme fatale (Lethal Weapon) de Richard Donner
- 1988 : Jumeaux (Twins) d'Ivan Reitman
- 1988 : La Dernière Cible (The Dead Pool) de Buddy Van Horn
- 1988 : Bird de Clint Eastwood
- 1989 : L'Arme fatale 2 (Lethal Weapon 2) de Richard Donner
- 1990 : La Relève (The Rookie) de Clint Eastwood
- 1990 : Chasseur blanc, cœur noir (White Hunter, Black Heart) de Clint Eastwood
- 1992 : Impitoyable (Unforgiven) de Clint Eastwood
- 1993 : Un monde parfait (A Perfect World) de Clint Eastwood
- 1993 : Demolition Man de Marco Brambilla
- 1994 : Maverick de Richard Donner
- 1995 : Sur la route de Madison (The Bridges of Madison County) de Clint Eastwood

## Distinctions

### Récompenses
- Oscar du meilleur mixage de son
  - en 1977 pour Les Hommes du président
  - en 1989 pour Bird
- BAFTA 1979 : BAFA du meilleur son pour Star Wars, épisode IV : Un nouvel espoir

### Nominations
- Oscar du meilleur mixage de son
  - en 1970 pour Les Naufragés de l'espace
  - en 1974 pour La Barbe à papa
  - en 1976 pour La Chevauchée sauvage
  - en 1980 pour Le Cavalier électrique
  - en 1981 pour Au-delà du réel
  - en 1983 pour Tootsie
  - en 1986 pour Ladyhawke, la femme de la nuit
  - en 1987 pour Le Maître de guerre
  - en 1988 pour L'Arme fatale
  - en 1993 pour Impitoyable
- BAFA du meilleur son
  - en 1977 pour Les Hommes du président
  - en 1989 pour Bird
  - en 1993 pour Impitoyable